# Eurosong 2008 (Tschechien)
Der Eurosong 2008 war die tschechische Vorentscheidung für den Eurovision Song Contest 2008, der in Belgrad (Serbien) stattfand.

## Teilnehmer

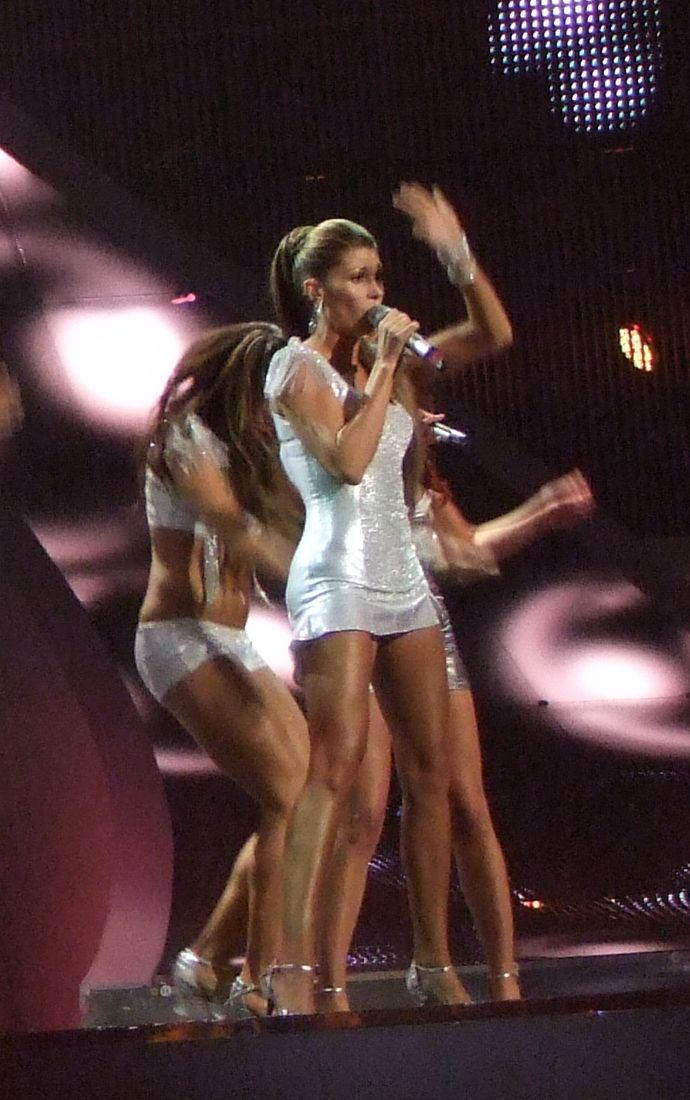
Die Gewinner der tschechischen Vorentscheidung: Tereza Kerndlová

| Platz | Startnr. | Interpret        | Lied Musik (M) und Text (T)                                   | Sprache     |
| ----- | -------- | ---------------- | ------------------------------------------------------------- | ----------- |
| 1.    | 02       | Tereza Kerndlová | Have Some Fun M: Gordon Pogoda, Stano Simor; T: Gordon Pogoda | Englisch    |
| –     | 01       | Gipsy.cz         | Benga Beating                                                 | Tschechisch |
| –     | 03       | Čechomor         | Józef, mój kochany                                            | Tschechisch |
| –     | 04       | Sámer Issa       | Pick a Star                                                   | Englisch    |
| –     | 05       | L.B.P.           | Don't Leave Me                                                | Englisch    |
| –     | 06       | Temperamento     | Další den prijde                                              | Tschechisch |
| –     | 07       | Le Monde         | Another Chance                                                | Englisch    |
| –     | 08       | Toxique          | Two Sides                                                     | Englisch    |
| –     | 09       | Iva Frühlingová  | Partir et revenir                                             | Tschechisch |
| –     | 10       | Daniel Nekonecný | Holiday                                                       | Englisch    |

## Eurovision Song Contest
Bevor Kerndlová in Belgrad auftrat, trat sie in der ukrainischen nationalen Vorentscheidung auf, die am 23. Februar stattfand. Beim Contest erreichte sie nur den vorletzten Platz im zweiten Semifinale.